# Karen Hantze-Susman
Karen Hantze-Susman (San Diego, 11 december 1942) is een voormalig tennisspeelster uit de Verenigde Staten van Amerika.
In 1960 won Hantze op Wimbledon bij de junioren het meisjesenkelspeltoernooi.
Viermaal (1960–1962 en 1965) nam zij deel aan het Amerikaanse Wightman Cup-team. Vanaf 1962 speelde zij onder haar gehuwde naam, Susman of Hantze-Susman.
In 1962 won zij het damesenkelspeltoernooi van Wimbledon, waarbij zij de Tsjecho-Slowaakse Věra Pužejová-Suková in de finale versloeg met 6–4 en 6–4.
Ook won zij samen met Billie Jean King drie damesdubbelspeltitels op grandslamtoernooien (Wimbledon 1961 en 1962, en US Open 1964).
In 1964 was zij lid van het Amerikaanse Fed Cup-team dat de finale van de Wereldgroep bereikte – Susman en King wonnen al hun dubbelspelpartijen, maar dit vermocht niet te verhinderen dat het Australische team kampioen werd.

## Resultaten grandslamtoernooien
| Legenda | Legenda                          |
| ------- | -------------------------------- |
| g.t.    | geen toernooi gehouden           |
| l.c.    | lagere categorie                 |
| –       | niet deelgenomen                 |
| G       | uitgeschakeld in de groepsfase   |
| 1R      | uitgeschakeld in de eerste ronde |
| 2R      | uitgeschakeld in de tweede ronde |
| 3R      | uitgeschakeld in de derde ronde  |
| 4R      | uitgeschakeld in de vierde ronde |
| KF      | uitgeschakeld in de kwartfinale  |
| HF      | uitgeschakeld in de halve finale |
| F       | de finale verloren               |
| W       | het toernooi gewonnen            |
| w-v     | winst/verlies-balans             |

### Enkelspel
| Australian Open | –  | –  | –  | –  | –  | –  | –  | –  | –  | –  | –  | –  |
| Roland Garros   | –  | –  | –  | –  | –  | KF | –  | –  | –  | –  | –  | –  |
| Wimbledon       | –  | –  | KF | KF | W  | 3R | –  | –  | 2R | 2R | –  | –  |
| US Open         | 3R | KF | 3R | 3R | 3R | KF | 1R | 1R | –  | –  | 2R | 3R |

### Vrouwendubbelspel
| Australian Open | –  | – | – | –  | – | –  | –  | –  |
| Roland Garros   | –  | – | – | 3R | – | –  | –  | –  |
| Wimbledon       | HF | W | W | F  | – | –  | 2R | 2R |
| US Open         | –  | – | F | W  | F | 2R | –  | –  |

### Gemengd dubbelspel
| Australian Open | –  | –  | –  | –  |
| Roland Garros   | –  | –  | 3R | –  |
| Wimbledon       | KF | 4R | KF | –  |
| US Open         | –  | –  | –  | 1R |